# Anastasij Andreevič Vonsjackij

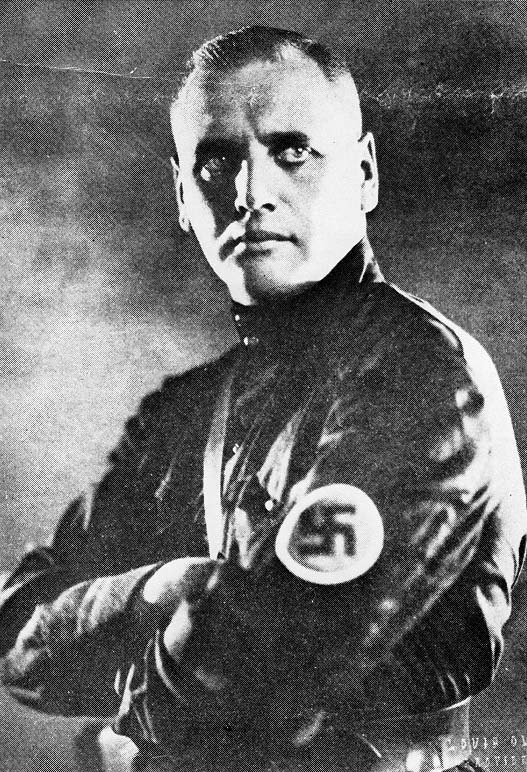
Anastasij Andreevič Vonsjackij

Anastasij Andreevič Vonsjackij (in russo Анастасий Андреевич Вонсяцкий?; Varsavia, 12 giugno 1898 – St. Petersburg, 5 febbraio 1965) è stato un politico russo, esponente di primo piano del fascismo russo.

## Biografia
Nato nel 1898 a Varsavia (all'epoca facente parte dell'Impero russo) da un'agiata famiglia nota per la devozione allo zarismo, Anastasij Vonsjackij intraprese la carriera militare ricalcando le orme del padre, ufficiale imperiale assassinato a Radom nel 1910 da un rivoluzionario polacco. A seguito della Rivoluzione d'ottobre e dello scoppio della guerra civile, Vonsjackij si unì all'Armata Bianca e partecipò agli scontri di Rostov. Nel 1920, dopo il fallimento delle forze guidate dal generale Pëtr Nikolaevič Vrangel', lasciò la Russia dirigendosi prima a Costantinopoli e poi in Francia. Due anni dopo approdò negli Stati Uniti e sposò una donna americana conosciuta precedentemente a Parigi, Marion B. Ream. Il 30 settembre 1927 ottenne la cittadinanza americana.
Vicino ai movimenti dei dissidenti russi, nel maggio 1933 Vonsjackij fondò l'Organizzazione Fascista Panrussa con sede a Putnam. L'anno seguente incontrò in Giappone Konstantin Rodzaevskij, leader del Partito Fascista Russo. Quest'incontro sancì la fusione fra i due raggruppamenti politici. Tuttavia, appena un anno dopo, i dissidi tra Vonsjackij e Rodzaevskij sulle questioni relative all'antisemitismo e ai rapporti con gli zaristi e i cosacchi causarono la fine dell'unità dei fascisti russi. Vonsjackij fondò una nuova formazione, il Partito Nazionalista Rivoluzionario Russo, che non incontrò grande seguito. Nel 1940 la collaborazione fra i due leader conobbe una nuova fase, cessata comunque allo scoppio della Guerra del Pacifico.
Nel 1942 venne arrestato dall'FBI per la contiguità con gli interessi della Germania nazista e, in particolare, per i suoi rapporti con Fritz Kuhn, leader della German-American Bund. Tra i legami contestati a Vonsjackij vi fu anche quello con il fondatore della Legione d'argento d'America William Dudley Pelley. Nonostante la condanna ufficiale 22 giugno 1942 di cinque anni e una multa di 5000 dollari, fu rilasciato 26 febbraio 1946. Morì il 5 febbraio 1965 in Florida. Il suo corpo fu sepolto a Thompson, in Connecticut.